# Karl Aberle (Verleger)
Karl Albert Aberle (* 17. September 1901 in Göppingen; † 8. Oktober 1963 ebenda) war ein deutscher Verleger und Politiker (SPD). Er war Mitherausgeber der Neuen Württembergischen Zeitung.

## Leben
Aberle ließ sich nach dem Besuch der Volksschule zum Facharbeiter ausbilden. Er war anfänglich als Industriearbeiter tätig, wechselte später aber das Fach und arbeitete bis 1933 als Redakteur. Von 1933 bis 1945 war er wieder als Industriearbeiter tätig.
Nach Ende des Zweiten Weltkriegs erhielt er zusammen mit Fritz Harzendorf von der US-amerikanischen Kontrollregierung eine Lizenz zur Herausgabe einer Zeitung. Die erste Ausgabe der Neuen Württembergischen Zeitung erschien am 2. August 1946.
Aberle war Mitglied des Gemeinderats von Göppingen und des Kreistags des Landkreises. Von 1950 bis 1952 gehörte er als Abgeordneter dem Landtag von Württemberg-Baden an.